# TeTori Dixon
TeTori Dixon (Burnsville, 4 agosto 1992) è una pallavolista statunitense, centrale della LOVB Salt Lake.

## Carriera

### Club
La carriera di TeTori Dixon inizia a livello scolastico con la formazione della Burnsville HS. In seguito continua a giocare al college con la Minnesota, prendendo parte dal 2010 al 2013 alla NCAA Division I; nonostante riceva diversi riconoscimenti individuali, con la sua università ottiene come miglior risultato la finale regionale durante il suo junior year.
Terminata la carriera universitaria, nel 2014 inizia quella professionistica, ingaggiata nella Superliqa azera per la seconda parte di stagione dal Rabitə Baku, vincendo subito lo scudetto, ripetendosi anche nella stagione 2014-15. Nel campionato 2015-16 si trasferisce in Giappone, dove difende i colori delle Toray Arrows, in V.Premier League; tuttavia durante l'annata è vittima di un grave infortunio al ginocchio che la costringe a un lungo stop, saltando peraltro i Giochi della XXXI Olimpiade di Rio de Janeiro. 
Nella stagione 2017-18 viene ingaggiata dalla Pro Victoria, club della Serie A1 italiana, mentre nella stagione seguente emigra nella Chinese Volleyball Super League, difendendo i colori del Beijing, con cui conquista lo scudetto: dopo tre annate col club di Pechino, nel 2021 ritorna in partia per disputare la prima edizione dell'Athletes Unlimited. Per il campionato 2021-22 approda in Turchia, dove difende i colori del Türk Hava Yolları, in Sultanlar Ligi, dove resta anche nel campionato seguente, ma indossando la casacca del Bolu.
Torna quindi in patria, dove partecipa prima all'Athletes Unlimited 2023, venendo premiata come miglior centrale, e poi alla Pro Volleyball Federation 2024 con le Omaha Supernovas. È poi di scena nell'edizione 2024 dell'Athletes Unlimited, ripetendosi come miglior centrale del torneo, e nella prima della League One Volleyball, ingaggiata dalla LOVB Salt Lake.

### Nazionale
Partecipa al campionato nordamericano Under-18 2008, nel quale vince la medaglia d'oro.
Nell'estate del 2014 debutta nella nazionale statunitense maggiore in occasione del Montreux Volley Masters, torneo nel quale vince la medaglia d'argento, vincendo poi la stessa medaglia alla Coppa panamericana e soprattutto l'oro al campionato mondiale; un anno dopo vince la medaglia d'oro al World Grand Prix, quella di bronzo alla Coppa del Mondo, dove viene premiata come miglior centrale, ed un altro oro al campionato nordamericano 2015.
Rientra in campo, dopo l'infortunio patito durante la sua esperienza giapponese, nell'estate 2017, aggiudicandosi la medaglia di bronzo alla Grand Champions Cup. Successivamente vince la medaglia d'oro alla Volleyball Nations League 2018 e 2019, anno in cui conquista anche due argenti alla Coppa del Mondo e al campionato nordamericano, dove viene premiata come miglior centrale.
Nel 2021 vince la medaglia d'oro alla Volleyball Nations League.

## Palmarès

### Club
- Campionato azero: 2

2013-14, 2014-15
- Campionato cinese: 1

2018-19

### Nazionale (competizioni minori)
- Campionato nordamericano Under-18 2008
- Montreux Volley Masters 2014
- Coppa panamericana 2014

### Premi individuali
- 2012 - All-America Second Team
- 2012 - Division I NCAA statunitense: West Lafayette Regional All-Tournament Team
- 2013 - All-America First Team
- 2014 - Coppa panamericana: Miglior centrale
- 2015 - Coppa del Mondo: Miglior centrale
- 2016 - Qualificazioni ai Giochi della XXXI Olimpiade: Miglior centrale
- 2018 - Volleyball Nations League: Miglior centrale
- 2019 - Campionato nordamericano: Miglior centrale
- 2023 - Athletes Unlimited Volleyball: Miglior centrale
- 2024 - Athletes Unlimited Volleyball: Miglior centrale